# Transantarktické pohoří
Transantarktické pohoří je páteřní pohoří v Antarktidě, které se táhne napříč celým světadílem od Adareova mysu ve Viktoriině zemi u Rossova moře až ke Coatsově zemi u Weddellova moře, čímž přirozeně rozděluje Antarktidu na větší východní a menší západní část.
Na délku má přibližně 3500 kilometrů, široké je 100 až 200 kilometrů a nejvyšším vrcholem je Mount Kirkpatrick vysoký 4528 metrů, který leží v Pohoří královny Alexandry ve Viktoriině zemi. Na délku je Transantarktické pohoří páté nejdelší na světě (po Andách, Skalistých horách, Himálaji a Velkém předělovém pohoří).
V horninách tohoto pohoří se nacházejí zkameněliny raně jurských dinosaurů, jako jsou rody Cryolophosaurus nebo Glacialisaurus.